# Itabirito
Itabirito est une municipalité brésilienne de l'État du Minas Gerais et la microrégion d'Ouro Preto.

## Personnalités liées à la ville
- Adriana Araújo (1972-), journaliste et présentatrice de télévision, est née à Itabirito.
- Telê Santana (1931-2006) : joueur et entraîneur de football.